# Charles Lahousse
Charles Lahousse, né le 4 septembre 1909 à Lille, mort le 26 février 1988 à Bordeaux est un homme politique français. Il a été député communiste de la Gironde à la Première Assemblée constituante en 1945.

## Biographie
Fils de Charles Auguste Lahousse, militaire, et de Marie Marguerite Vilotte, repasseuse, Charles Lahousse est reconnu pupille de la Nation le 2 décembre 1925,. 
Il apprend le métier d'électricien et travaille comme mécanicien à Bordeaux.
Il est adhérent aux Jeunesses communistes à 19 ans, puis milite au Parti communiste et à la CGTU. Responsable syndical régional, il devient en 1935 secrétaire régional du Parti communiste pour l'Aquitaine.
Durant la guerre il s'engage dans la Résistance au sein des FTP. Son activité lui vaut, à la Libération, d'être candidat à des fonctions électives. Élu député en 1945, il n'est plus réélu par la suite. Il n'en continue pas moins son activité politique, au conseil municipal de Bordeaux puis dans son parti.

### Mandats électifs
- Conseiller municipal de Bordeaux : 1945 - 1953
- Député de la Gironde : 21 octobre 1945 - 10 juin 1946